# Hamadryas arinome
Hamadryas arinome är en fjärilsart som beskrevs av Lucas 1853. Hamadryas arinome ingår i släktet Hamadryas och familjen praktfjärilar. Inga underarter finns listade i Catalogue of Life.

## Bildgalleri

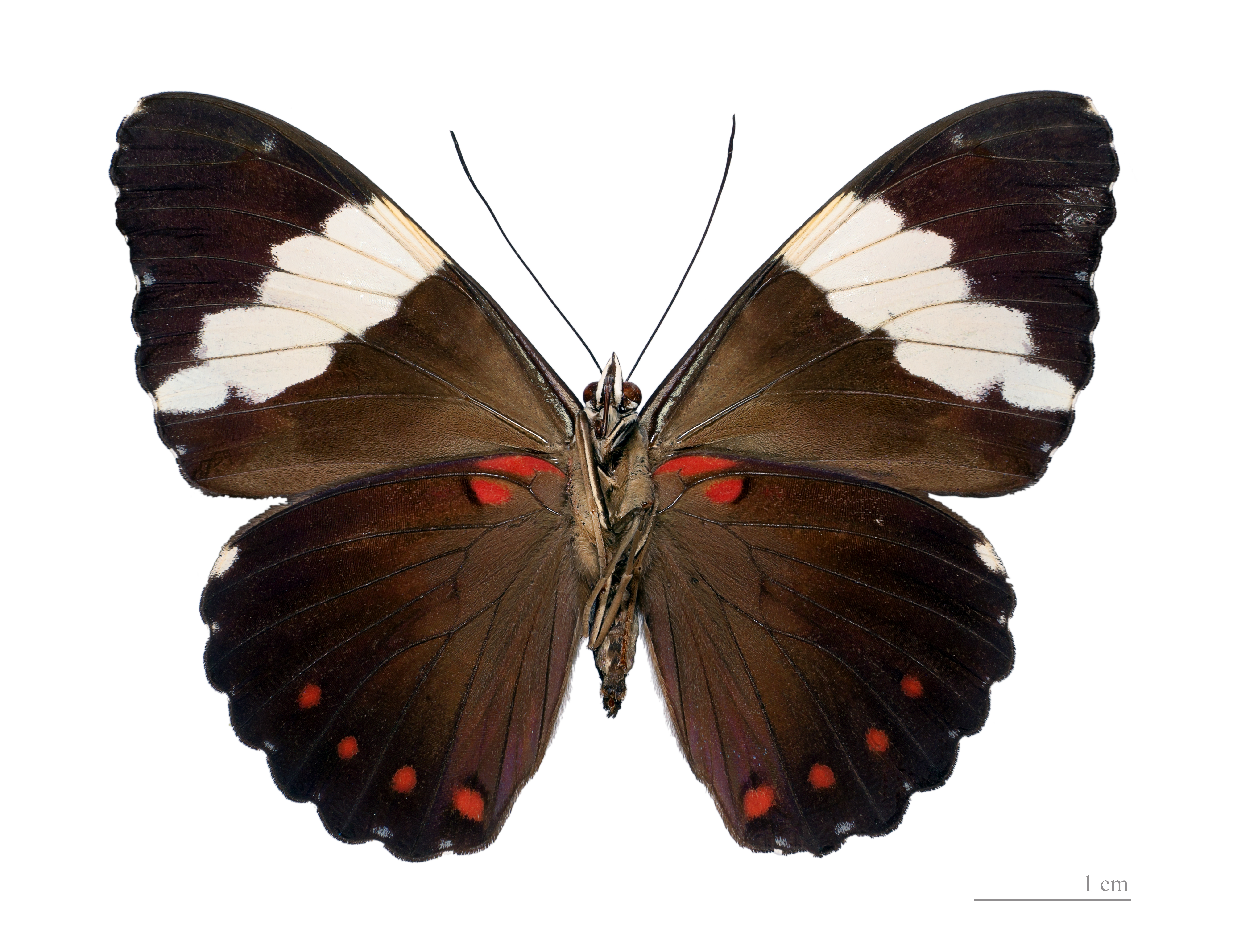
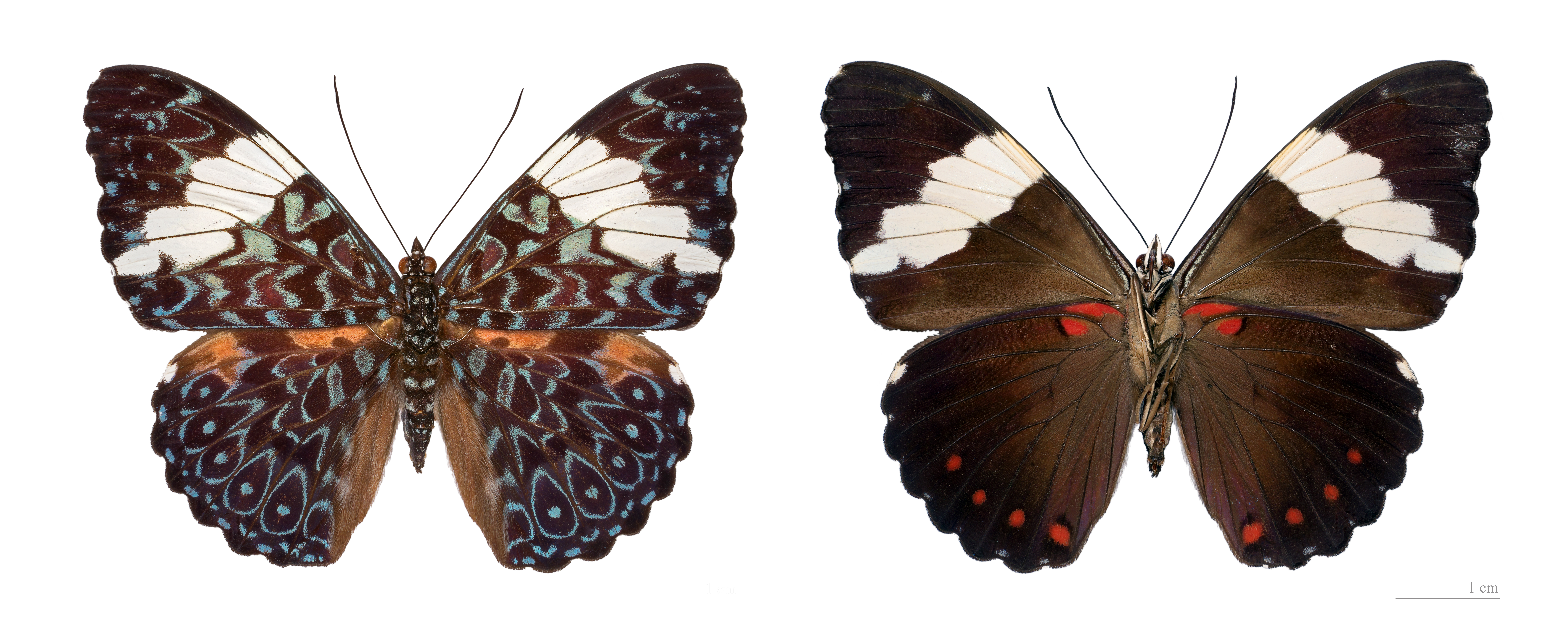
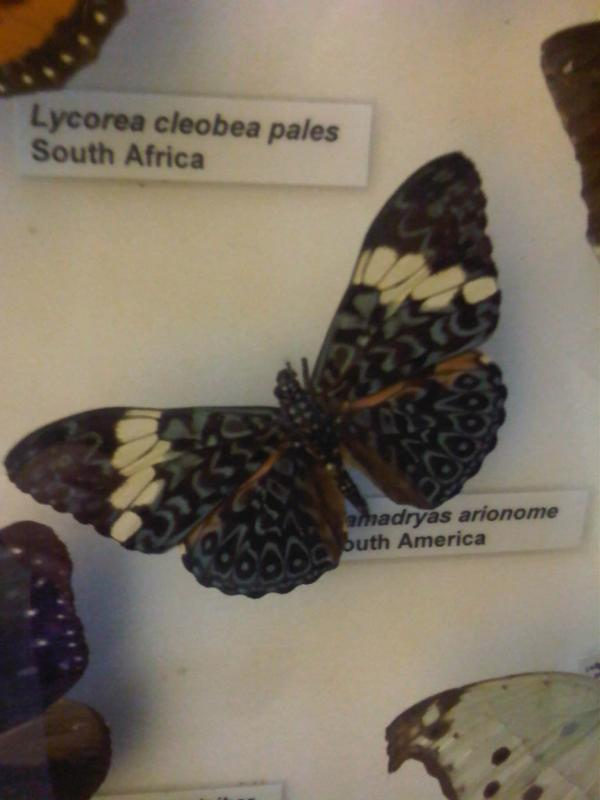